# Contea di Zherong
La contea di Zherong (柘荣县S, Zhèróng XiànP) è una contea della Cina, situata nella provincia del Fujian.